# 阿尔基罗库斯
阿尔基罗库斯（英語：Archilochus），（前680年—前645年）。古希腊最早的抒情诗人。与荷马齐名。他曾参与殖民萨索斯的相关活动，后于此阵亡。他因为吕坎拜斯不愿意将自己的女儿内奥布勒嫁给他，而与其发生争执，他的短诗在描写自然方面常有创新，在挽歌体、抑扬格等作品中均采用音步，他将自己的私事作为题材。他的作品多见于后世作家的引述以及一些草纸残篇。